# 문화유산 코리아
《문화유산 코리아》는 EBS 1TV에서 격주 일요일 오후 4시에 방송한 다큐멘터리 프로그램이다.

## 방송 시간
| 방송 채널 | 방송 기간                          | 방송 시간                               | 방송 분량 |
| --------- | ---------------------------------- | --------------------------------------- | --------- |
| EBS 1TV   | 2014년 10월 24일 ~ 2015년 8월 21일 | 격주 금요일 낮 12시 10분 ~ 낮 12시 20분 | 10분      |
| EBS 1TV   | 2016년 3월 4일 ~ 2018년 2월 23일   | 격주 금요일 낮 12시 10분 ~ 낮 12시 20분 | 10분      |
| EBS 1TV   | 2015년 8월 31일 ~ 2016년 2월 22일  | 격주 월요일 낮 11시 10분 ~ 낮 11시 20분 | 10분      |
| EBS 1TV   | 2018년 3월 2일 ~ 2018년 8월 17일   | 격주 금요일 낮 1시 ~ 낮 1시 10분        | 10분      |
| EBS 1TV   | 2019년 3월 1일 ~ 2019년 8월 16일   | 격주 금요일 낮 1시 ~ 낮 1시 10분        | 10분      |
| EBS 1TV   | 2019년 8월 30일 ~ 2020년 3월 27일  | 격주 금요일 밤 12시 55분 ~ 새벽 1시 5분 | 10분      |
| EBS 1TV   | 2020년 4월 17일 ~ 2020년 8월 14일  | 격주 금요일 낮 12시 20분 ~ 12시 30분    | 10분      |
| EBS 1TV   | 2020년 8월 30일 ~ 2021년 2월 21일  | 격주 일요일 오후 4시 ~ 4시 10분         | 10분      |

## 결방 사유 및 편성 변경
2015년
- 2월 20일: <특선앙코르> EBS 다큐프라임 빛을 삼킨 뱀 특집방송 관계로 1주일로 연기 되었다.

2016년
- 9월 16일: <추석특선 애니메이션> 월리스와 그로밋: 거대 토끼의 저주 관계로 1주일로 연기 되었다.

2017년
- 10월 6일: 추석 특선 다큐멘터리 <시베리아 야생을 가다> 특집방송 관계로 1주일로 연기 되었다.